# Wu-Tang Clan
Wu-Tang Clan е американска хип-хоп група, създадена в Статън Айлънд, Ню Йорк през 1992 година. Членовете в нея са RZA, GZA, Метод Мен, Raekwon, Ghostface Killah, Inspectah Deck, U-God, Masta Killa и Ol' Dirty Bastard преди смъртта му през 2004 година. Близкият партньор Кападонна по-късно става официален член. Wu-Tang Clan се считат за силно влиятелна група в хип-хопа, помагайки за популяризирането и развитието на хип-хоп стиловете на Източното крайбрежие и хард хип-хоп.
След като подписват с лейбъла на Стив Рифкинд Loud Records през 1992 г., Wu-Tang Clan издават своя дебютен албум Enter the Wu-Tang (36 Chambers) през 1993 г.; първоначално получи положителни отзиви, оттогава получи широко одобрение от критиката и се смята за един от най-великите хип-хоп албуми на всички времена. Членовете на групата издават солови албуми между 1994 и 1996 г. През 1997 г. групата издава втория си албум, Wu-Tang Forever. Той дебютира на върха на Billboard 200 и е номиниран за най-добър рап албум на наградите Грами през 1998 г. По-късно групата издава албумите The W (2000), Iron Flag (2001), 8 Diagrams (2007) и A Better Tomorrow (2014), до по-малко популярност. Единственото копие на техния седми албум, Once Upon a Time in Shaolin (2015), беше закупено за 2 милиона долара от бивш мениджър на хедж фондове и осъден престъпник Мартин Шкрели.
Wu-Tang Clan представи и стартира кариерите на редица свързани артисти и групи, известни като Wu-Tang Killa Bees. През 2008, About номинира групата за най-добрата хип-хоп група, съществувала някога. Крис Екс нарича Wu-Tang Clan "най-добрата рап група съществувала някога''. През 2004 NME ги нарича една от най-влиятелните групи за последните 10 години.
1. ↑  Wu-Tang at Music Direct. [Matt Diehl (December 8, 1996). "Brash Hip-Hop Entrepreneurs". The New York Times. Archived from the original on November 15, 2020. Retrieved June 8, 2019.  Musicdirect.com.] //  "Brash Hip-Hop Entrepreneurs".   Посетен на 2019-07-08.
2. ↑  [Musicdirect.com  Enter the Wu-Tang at Music direct] //  Music Direct.   25 december 2015. Посетен на 2020-11-15.
3. ↑  [Rapreviews.com  Enter the Wu-Tang(36 Chambers)] //   Посетен на 2015-12-25.
4. ↑  MTV News. [MTV News  "Wu-Tang Clan's Anniversary LP Gets A Symbolic Title"] //  MTV News.   Посетен на 2020-11-15.
5. ↑  original, Chris. ["FBI: We don't have the Wu-Tang album, leave us alone"  The Verge. Archived] //  The Verge.   November 15, 2020. Посетен на 2015-12-18.
6. ↑  Stephen Thomas Erlawine, Greg. ["Wu-Tang Clan – Biography"  "Wu-Tang Clan – Biography"] //  AllMusic.   15 November 2020. Посетен на 2020-11-15.